# Eremella
Eremella är ett släkte av kvalster. Eremella ingår i familjen Eremellidae.
Kladogram enligt Catalogue of Life:
| Eremella | \| \| Eremella africana \| \| \| \| \| \| Eremella ensifera \| \| \| \| \| \| Eremella induta \| \| \| \| \| \| Eremella matildebellae \| \| \| \| \| \| Eremella pulchella \| \| \| \| \| \| Eremella vestita \| \| \| \| |
|          | \| \| Eremella africana \| \| \| \| \| \| Eremella ensifera \| \| \| \| \| \| Eremella induta \| \| \| \| \| \| Eremella matildebellae \| \| \| \| \| \| Eremella pulchella \| \| \| \| \| \| Eremella vestita \| \| \| \| |
|          | Archeremella |
|          | |
|          | Licnocepheus |
|          | |
|          | Triteremella |
|          | |
|          | Eremella africana |
|          | |
|          | Eremella ensifera |
|          | |
|          | Eremella induta |
|          | |
|          | Eremella matildebellae |
|          | |
|          | Eremella pulchella |
|          | |
|          | Eremella vestita |
|          | |

|  | Eremella africana      |
|  |                        |
|  | Eremella ensifera      |
|  |                        |
|  | Eremella induta        |
|  |                        |
|  | Eremella matildebellae |
|  |                        |
|  | Eremella pulchella     |
|  |                        |
|  | Eremella vestita       |
|  |                        |